# Absberg
Absberg mezővaros Németországban, azon belül Bajorországban. Lakosainak száma 1462 fő (2023. december 31.). Absberg Haundorf, Pfofeld, Pleinfeld és Spalt községekkel határos.

## Története
A párizsi szerződés (1806. február) eredményeként a település a Bajor Királyság része lett egy csere révén.

## Településrészek
- Absberg
- Angerhof
- Fallhaus
- Griesbuck
- Igelsbach
- Kalbensteinberg
- Müssighof
- Schellhof
- Spagenhof
- Ziegelhütte

## Népesség
A település népessége az elmúlt időszakban az alábbi módon változott:
| Lakosok száma | 675  | 882  | 738  | 1179 | 1288 | 1308 | 1353 | 1375 | 1391 | 1462 |
|               | 1875 | 1950 | 1975 | 1987 | 2012 | 2014 | 2016 | 2017 | 2021 | 2023 |

## Híres szülöttei
- Maximilian von Feder (1802–1869), görög miniszterelnök (1855–1859)
- Matthias Ehrenfried (1871–1948), würzburgi püspök (1924–1948)
- Reinhold Tiling (1893–1933), mérnök, pilóta és rakétafejlesztő